# Aldisa albatrossae
Aldisa albatrossae is een slakkensoort uit de familie van de Cadlinidae. De wetenschappelijke naam van de soort werd voor het eerst geldig gepubliceerd in 2000 door Elwood, Valdés & Gosliner.